# Nitocrella hirta
Nitocrella hirta är en kräftdjursart som beskrevs av Claude Chappuis 1923. Nitocrella hirta ingår i släktet Nitocrella och familjen Ameiridae.

## Underarter
Arten delas in i följande underarter:
- N. h. bucarestensis
- N. h. caucasica
- N. h. tirolensis
- N. h. hirta